# Lamprobyrrhulus aino
Lamprobyrrhulus aino là một loài bọ cánh cứng trong họ Byrrhidae. Loài này được Nakane miêu tả khoa học năm 1983.